# Comuna Brovkî-Perși, Andrușivka
Brovkî-Perși (în ucraineană Бровки-Перші) este o comună în raionul Andrușivka, regiunea Jîtomîr, Ucraina, formată din satele Brovkî-Perși (reședința) și Iareșkî.

## Demografie
Componența lingvistică a satului Brovkî-Perși
     Ucraineană (96,82%)
     Rusă (2,98%)
     Alte limbi (0,14%)
Conform recensământului din 2001, majoritatea populației satului Brovkî-Perși era vorbitoare de ucraineană (96,82%), existând în minoritate și vorbitori de rusă (2,98%).